# Dobřív
Dobřív är en ort i Tjeckien.   Den ligger i distriktet Okres Rokycany och regionen Plzeň, i den västra delen av landet, 70 km sydväst om huvudstaden Prag. Dobřív ligger 419 meter över havet och antalet invånare är 1 110.
Terrängen runt Dobřív är kuperad åt sydost, men åt nordväst är den platt. Dobřív ligger nere i en dal.  Trakten runt Dobřív är nära nog obefolkad, med mindre än två invånare per kvadratkilometer. Närmaste större samhälle är Rokycany, 7,3 km väster om Dobřív. I omgivningarna runt Dobřív växer i huvudsak blandskog.